# Lajos Bokros
Lajos Bokros (ur. 26 czerwca 1954 w Budapeszcie) – węgierski polityk i ekonomista, minister finansów w latach 1995–1996, poseł do Parlamentu Europejskiego VII kadencji.

## Życiorys
Lajos Bokros w 1980 uzyskał dyplom doktora ekonomii i finansów na Uniwersytecie Ekonomicznym w Budapeszcie.
W latach 1980–1986 był pracownikiem naukowym Instytutu Badań Finansowych w Ministerstwie Finansów, a od 1986 do 1987 pełnił funkcję szefa jego Wydziału Finansów Publicznych. W latach 1987–1989 zajmował stanowisko zastępcy dyrektora, a w latach 1989–1991 stanowisko dyrektora Narodowego Banku Węgier. Od 1990 do 1991 był dyrektorem Państwowej Agencji Nieruchomości. W okresie 1990–1995 pełnił funkcję prezesa Giełdy Budapeszteńskiej. W latach 1991–1995 zajmował stanowisko CEO Banku Budapeszteńskiego.
Od 1 marca 1995 do 29 lutego 1996 był ministrem finansów w gabinecie premiera Gyuli Horna. W 1995 był współautorem radykalnego planu stabilizacji węgierskiej gospodarki. Zakładał on ograniczenie wydatków rządowych, wprowadzenie ceł importowych oraz dewaluację forinta i stabilizację jego kursu. Rezultatem wprowadzenia planu była redukcja deficytu budżetowego i zadłużenia zagranicznego oraz zwiększenie wzrostu gospodarczego i zmniejszenie inflacji.
W latach 1996–2004 pracował w Banku Światowym, pełniąc początkowo funkcję doradcy, a następnie funkcję dyrektora Biura Finansowego ds. Europy i Azji Centralnej. W 2004 Lajos Bokros objął stanowisko profesora ekonomii i polityki publicznej na Uniwersytecie Środkowoeuropejskim w Budapeszcie. W 2009 uzyskał mandat posła do Parlamentu Europejskiego z listy centroprawicowego Węgierskiego Forum Demokratycznego, które rozwiązało się w 2011. W PE zasiadał do 2014.